# Phare d'Helnes
Le phare d'Helnes (en norvégien : Helnes fyr) est un  phare côtier situé sur l'île de Magerøya, sur la commune de Nordkapp, dans le comté de Finnmark (Norvège).

## Histoire
Le phare est situé sur le côté ouest de l'embouchure du fjord de  Porsangerfjorden, à environ 12 kilomètres à l'est du village de Kamøyvær et à environ 13 kilomètres au nord-est de la ville d'Honningsvåg.
Le phare a été mis en service en 1908. Détruit pendant la Seconde Guerre mondiale en 1944, il a été reconstruit de 1946 à 1948. Il a été électrifié en 1948 et une corne de brume a été mise en service en 1949. Bien qu'ayant gardé du personnel jusqu'en 2004, il a été automatisé dès 1986. Un radar Racon a été établi en 1955 en émettant la lettre N.

## Description
Le phare  est une tour cylindrique en béton de 10 mètres de haut, avec une galerie et une lanterne attachée à une maison de gardiens de deux étages et d'autres bâtiments techniques. Le phare est peint en blanc et la lanterne est rouge. Il émet, à une hauteur focale de 37 mètres, deux éclats blancs toutes les 30 secondes. Sa portée nominale est de 17,2 milles nautiques (environ 32 km).
Identifiant : ARLHS : NOR-023 ; NF-9460 - Amirauté : L4034 - NGA : 14276 .
|                        |
| La lentille de Fresnel |

|            |
| la station |

### Lien connexe
- Liste des phares de Norvège